# Симеон Хаджиянев
Симеон Танев Хаджиянев (изписване до 1945 година: Симеонъ Таневъ хаджи Яневъ) е български търговец и революционер, деец на Вътрешната македоно-одринска революционна организация.

## Биография
Роден е в 1868 година в гевгелийското село Мачуково, тогава в Османската империя. Установява се в Солун, където се занимава с търговия - държи два магазина, фабрика за салами и гостилницата на хотел „Вардар“. Хаджиянев е легален деец на ВМОРО и в гостилницата му отсядат лидери на организацията като Гоце Делчев, Иван Гарванов и други. При влизането на българската войска в Солун, 520 български войници са настанени в хана му и в магазините му. По време на Междусъюзническата война той е арестуван, а имуществото му ограбено. В 1916 година е отново арестуван като българин, този път от английските войски, настанили се в Солун. Интерниран е в Мудрос на Лемнос, а по-късно на Малта. Връща се в Солун при семейството си на 23 февруари 1919 година. Поставен е под постоянен надзор от властта и е принуден да плаща чести подкупи.
По силата на българо-гръцката конвенция за изселване се изселва в България и се установява в София. Отваря магазин на булевард „Македония“ № 2, който обаче фалира.
На 10 март 1943 година като жител на София подава молба за българска народна пенсия, която е одобрена и пенсията е отпусната от Министерския съвет на Царство България.